# Vellozia bicarinata
Vellozia bicarinata är en enhjärtbladig växtart som beskrevs av Lyman Bradford Smith och Edward Solomon Ayensu. Vellozia bicarinata ingår i släktet Vellozia och familjen Velloziaceae. Inga underarter finns listade.